# Kōya-Ryūjin-Quasi-Nationalpark
Der Kōya-Ryūjin-Quasi-Nationalpark (japanisch 高野竜神国定公園 Takano Ryūjin Kunisada kōen) ist einer von über 50 Quasi-Nationalparks in Japan. Die Präfekturen Nara und Wakayama sind für die Verwaltung des Parks zuständig. Der Park wurde am 23. März 1967 gegründet. Mit der IUCN-Kategorie V ist das Parkgebiet als Geschützte Landschaft/Geschütztes Marines Gebiet klassifiziert.